# Néferkamin Ier
Pour les articles homonymes, voir Néferkamin.
Néferkamin Ier est un roi égyptien de la VIIe dynastie.
Il est noté 47e mentionné sur la liste d'Abydos. À part à Abydos, il existe une plaquette en or, aujourd'hui au British Museum et considérée par certains comme une contre-façon, sur laquelle sont inscrits son nom et celui de Nykarê.